# 紀元前762年
紀元前762年（きげんぜん762ねん）は、西暦による年。

## 他の紀年法
- 干支 : 己卯
- 中国
  - 周 - 平王9年
  - 魯 - 恵公7年
  - 斉 - 荘公贖33年
  - 晋 - 文侯19年
  - 秦 - 文公4年
  - 楚 - 霄敖2年
  - 宋 - 武公4年
  - 衛 - 武公51年
  - 陳 - 平公16年
  - 蔡 - 釐侯48年
  - 曹 - 恵伯34年
  - 鄭 - 武公9年
  - 燕 - 鄭侯3年
- 朝鮮
  - 檀紀1572年
- ユダヤ暦 : 2999年 - 3000年

## できごと
- 秦の文公が汧水と渭水の合流地点に本拠を遷した。